# Megapoda labiata
Megapoda labiata är en tvåvingeart som först beskrevs av Fabricius 1805.  Megapoda labiata ingår i släktet Megapoda och familjen rovflugor. Inga underarter finns listade i Catalogue of Life.